# Silvano d’Orba
Silvano d’Orba – miejscowość i gmina we Włoszech, w regionie Piemont, w prowincji Alessandria.
Według danych na styczeń 2010 gminę zamieszkiwało 2000 osób przy gęstości zaludnienia 165,6 os./1 km².